# EZ Japan
『EZ Japan』（イージージャパン）は、台湾で発行されている月刊誌。2000年に創刊され、日本語学習雑誌でありながら、グルメ・観光・ショッピング・映画・ドラマ・音楽など幅広い内容を扱う総合流行会話誌。

## 概要
2000年8月に創刊。初め経典伝訊文化からの発行であったが、途中発行元が日月文化出版に移り、数度のリニューアルを経て現在に至る。創刊以来一貫して日本の著名タレントやアニメキャラクターを表紙に起用している。台湾の日本語学習雑誌の中では実売数トップ。香港でも発行されている。

## 付録
- 学習用CDが付いている。

## 2011年現在の連載コーナー
- 「読者来函Q&A」
- 「Q太郎職場通(ビジネス会話)」
- 「日文慣用句(慣用句)」
- 「娛樂放大鏡(芸能・映画・J-POP)」
- 「日本足下通(観光・観光会話)」
- 「歐伊西地圖(グルメ)」
- 「日本新鮮事(流行語)」
- 「大家的日本語文法N3,N4(文法解説)」
- 「作文輕鬆寫(作文)」
- 「生活会話(日常会話)」
- 「打工度假會話(ワーキングホリデー会話)」
- 「自他動詞大丈夫(自他動詞学習)」
- 「日語能力測検題N3( 日本語能力試験対策)」